# Jelisaveta Načić
Jelisaveta Načić (en serbe cyrillique : Јелисавета Начић ; née le 31 décembre 1878 et morte le 6 juin 1955 à Dubrovnik) est la première femme architecte en Serbie.

## Biographie

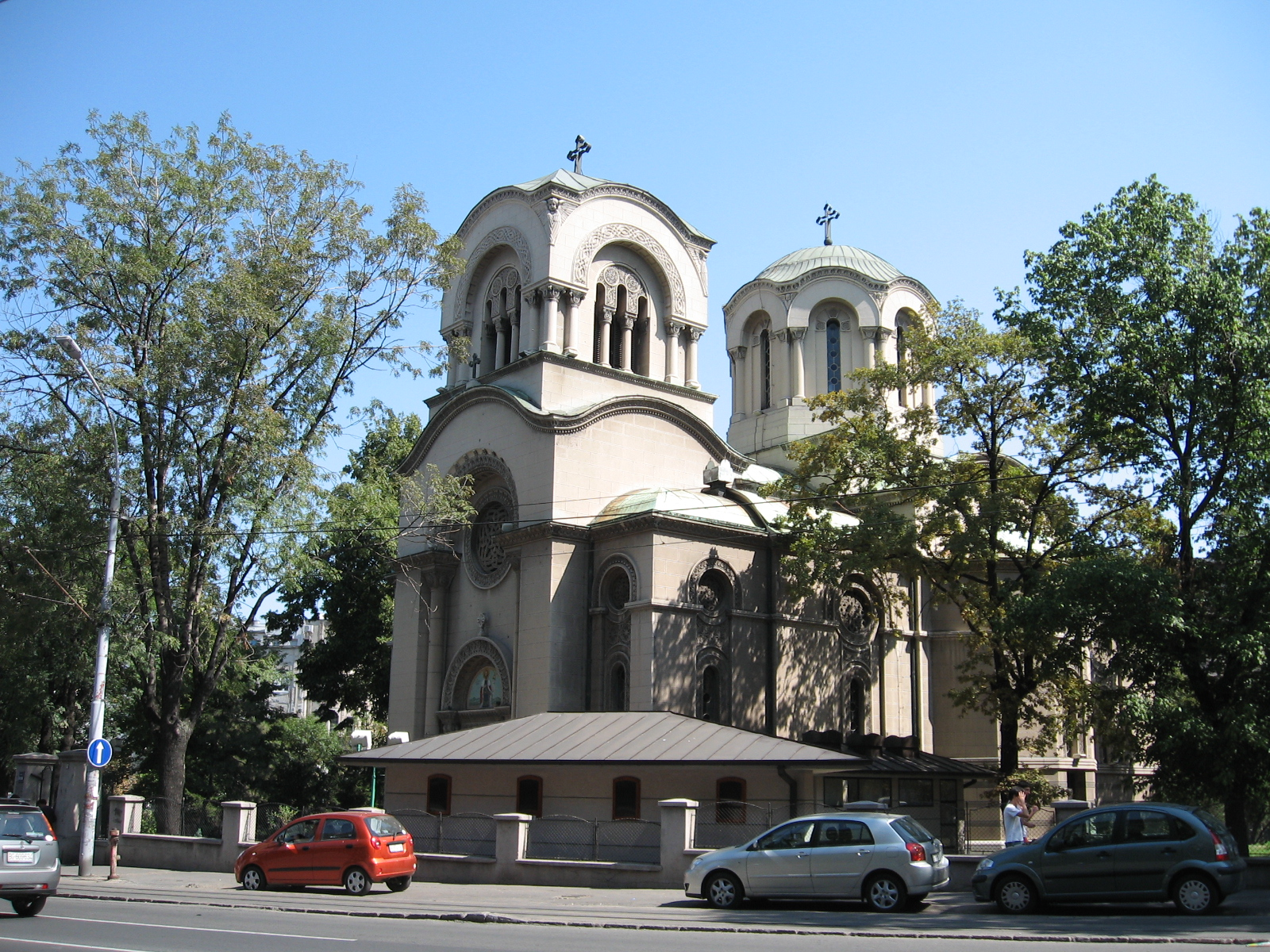
l'église Saint-Alexandre-Nevski(1929) à Belgrade

Née à Belgrade, Jelisaveta Načić sort diplômée de son école avec d'excellents résultats en 1896. Elle poursuit ses études à la faculté d'architecture de l'université de Belgrade, à une époque où l'idée répandue est que les femmes n'ont rien à voir avec la profession d'architecte. À 22 ans, elle est la première femme à sortir diplômée de la faculté de génie civil.
Elle travaille au ministère de la Construction mais est incapable d'y accomplir son travail à cause des constructions militaires qu'elle devait achever Elle devient alors architecte de la Ville de Belgrade, où elle devient architecte en chef.
En 1903, elle conçoit le petit escalier dans le parc de Kalemegdan.

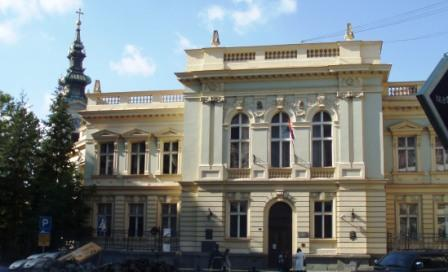
L'école élémentaire du roi Pierre à Belgrade

Son œuvre la plus notable est l'école élémentaire du roi Pierre à Belgrade construite en 1905 et 1906 au 7 rue Kralja Petra ; en raison de son importance architecturale, cet édifice figure sur la liste des monuments culturels protégés de la république de Serbie et sur la liste des biens culturels protégés de la ville de Belgrade.
L'artiste a également fait les plans l'église Saint-Alexandre-Nevski (1929) à Belgrade, classé parmi les monuments historiques. Jelisaveta Načić a également construit un hôpital détruit pendant la Seconde Guerre mondiale.
Pendant la Première Guerre mondiale, elle est internée dans un camp en Hongrie, ce qui brise sa carrière. Après la guerre, Načić s'installe avec son mari à Dubrovnik.

## Œuvres
- les maisons des travailleurs à Belgrade, 1909-1924[5]
- l'église Saint-Alexandre-Nevski de Belgrade, 1912-1914[6]